# هيكل أبولون وديانا
هيكل أبولون وديانا، أو هيكل أرتميس وعشتروت، أو هيكل تلة الدوير، هو اطلال لاثار معبد فينيقي روماني يعود إلى ما بين عامي 195 و295 م. ويمكن ان تمتد الشريحة الزمنية إلى حوالى سنة 330م. يقع في بلدة عين ابل في جنوب لبنان. وهو معبد من معابد المرحلة الانتقالية في المجتمع الروماني من الوثنية إلى المسيحية ، حين باتت هذه الديانة الجديدة تشكل ديانة الاكثرية من سكان الدولة الرومانية. كان الهيكل في تلك الظروف أحد المعابد العديدة المنتشرة في معظم المناطق اللبنانية، ومن جملة المعابد المكرسة لبعل، ابولون، اله النور والخصب الذي يحظى بقسم كبير من الاناشيد الميثولوجية.

## تاريخ اكتشاف المعبد
يعود اكتشاف المعبد إلى بعثة فينيقيا الفرنسية التي ارسلتها الدولة الفرنسية في القرن التاسع عشر لدراسة آثار بلاد الشام الشرقية. ودون وينان، رئيس البعثة أنه وجد «بقايا معبد وثني ولوحة منحوتة في الصخر الكلسي الابيض كانت  تشكل جزءا من نصب تذكاري تعود لشخصيتين من وجهاء المنطقة بين اواخرالقرنين الثاني أو الثالث الميلاديين». كما شاهد عددا من الابار المحفورة في الصخر كانت تستعمل لتخزين المياه وحبوب المؤونة.

### لوحة المعبد
وكان الرسم الذي تحمله بلاطة الهيكل كناية عن نحت في صخر بشكل هندسي مستطيل تتوزع خطوطه توزيعا  متناسقا ومتوازيا نحت عليها الإلهان «أبولون»، أي «بعل» وهو إله الخصب عند الفينيقيين، و«أرتميس» الرومانية، وهي «ديانا» اليونانية إلهة القمر والصيد والغابات وحامية الأطفال. في المستوى الافقي على الأيمن  يحتوي رسم نصفي  لقامة الالهة ارتميس تكلل رأسها هالة  تمثل كوكب القمر وهي  رافعة بيدها اليسرى مشعلا. بينما يقف ورائها ثور ضخم الجثة يقف على ثلاث قوائم. في الجهة اليسرى يقف الاله أبولون في مشهد نصفي تظهر حول رأسه  شعلة من كوكب الشمس. بيده اليمنى صولجان السلطة الملوكي. يرتدي عباءة  مثبتة فوق كل كتف بكتلتين مستديرتين. أمامه  يقف ثور مزخرف شبيه بثور الجهة اليمنى شكلا وحركة، وللثورين زخرفة تزين الدائرة المكوّنة من التفافة ذنب كل من الثورين باتجاه الظهر. داخل دائرة ذنب الثورالايمن رسم شعلة  لولبية وكوكبية، وداخل دائرة ذنب الثور الايسر رسم وردة. وراء هذين الشكلين يوجد رموز ميثولوجية تدل على علامات فلكية. يتوسط اللوحة رسم لشجرة نخيل هرمية الشكل تجانس هرم النصب الذي تزدان به قاعدته، فيما تظهر اصول سعف النخيل  المقطوعة من الجزع من أسفل إلى أعلى 
نقلت اللوجة إلى متحف اللوفر على ظهر بارجة  كولبير حوالى نهاية العام 1861، واستقرت في جناح الاثار الشرقية  في صالة دينون. وفي عام 2011، استطاعت بلدية عين ابل بالتفاوض مع متحف اللوفر إلى عمل نسخة للوحة وارسالها إلى البلدة لتنصب بها.